# Brilijant
Brilijant je oblik u koji se obrađuje dragi kamen koji se dobiva obradom, brušenjem bilo koje vrste dragog kamenja. Briljant može biti dijamant, ali i bilo koji dragi kamen. Briljant je oblik koji uzrokuje karakteristično prelamanje svjetlosti.
Ima veliku vrijednost jer taj oblik ističe prirodni sjaj kamena koji se obrađuje, te je stoga jako popularan, a da bi se dobio konačan proizvod treba mnogo vremena i rada. Najmanja greška je dovoljna da se prilikom izrade ošteti.
Glavni centri za obradu dijamanata su u Antwerpenu, (Belgija) i Izraelu.
Težina se mjeri karatima - jedan karat jednak je 0.2 grama.
Izvanredno se presijava na svjetlosti.
Brilijantski prsten se u Americi poklanja budućoj supruzi, a vrijednost prstena treba da je reda veličine dvije dobre mjesečne plaće!
Kvaliteta brilijanta se opisuje s 4C (Cut=kako je isječen, Clarity=prozirnost, Colour=boja i Carat=težina)
Kaže se "nije sve u novcu... nešto je i u zlatu, brilijantima, nekretninama..."
Zbog malih dimenzija i velike vrijednosti, koristi se kao "valuta", za one koji moraju bježati s velikom vrijednošću i malo prtljage.